# Lhota (Dynín)
Lhota je malá vesnice, část obce Dynín v okrese České Budějovice v Jihočeském kraji. Nachází se asi 2,5 kilometru východně od Dynína. Je zde evidováno 37 adres. V roce 2011 zde trvale žilo třicet obyvatel.
Lhota leží v katastrálním území Lhota u Dynína o rozloze 5,22 km². V tomto katastrálním území se nachází i přidružená samota Lhota Dvůr.

## Historie
Nejstarší písemné doklady pochází ze 6. ledna 1355. Z tohoto dne pochází listina, ve které místní šlechtic Zdeněk ze Lhoty odkazuje desátek bošileckému faráři. V roce 1379 jsou v urbáři zmíněny názvy vsí Česká Lhota a Německá Lhota. V roce 1398 přešlo vlastnictví Německé Lhoty z Rožmberků na Nedamíra z Sudoměře a Rožmberkové ves zpět připojili k třeboňskému panství až v polovině 16. století. Roku 1582 byla velká část Německé Lhoty v rámci rozšiřování Záblatského rybníka zatopena a od té doby je zbylý celek označován jako Dvůr Lhota nebo Lhota Dvůr. Česká Lhota se stala Lhotou. Během třicetileté války byla Lhota zcela pustá, ale do konce 17. století byla opět obydlena. Ve Lhotě postupně přibývalo obyvatel, avšak od roku 1850 jich stále ubývá.

## Přírodní poměry
Vesnice se nachází v CHKO Třeboňsko. Několik set metrů severovýchodně od Lhoty se nachází přírodní památka Lhota u Dynína, ve které se vyskytuje několik v Čechách velice vzácných druhů, jako například bublinatka bledožlutá. Dále na severovýchod, na břehu stejnojmenného rybníka, leží přírodní památka Hliníř a evropsky významná lokalita Hliníř - Ponědrážka.

## Obyvatelstvo
| Rok            | 1869 | 1880 | 1890 | 1900 | 1910 | 1921 | 1930 | 1950 | 1961 | 1970 | 1980 | 1991 | 2001 | 2011 | 2021 |
| -------------- | ---- | ---- | ---- | ---- | ---- | ---- | ---- | ---- | ---- | ---- | ---- | ---- | ---- | ---- | ---- |
| Počet obyvatel | 156  | 171  | 181  | 187  | 178  | 177  | 134  | 103  | 106  | 84   | 56   | 55   | 50   | 30   | 31   |
| Počet domů     | 19   | 21   | 20   | 20   | 19   | 20   | 20   | 21   | 21   | 19   | 24   | 26   | 31   | 32   | 33   |

## Obecní správa
Při sčítání lidu v letech 1850–1867 Lhota byla osadou obce Dynín v okrese Třeboň.
V letech 1867–1960 byla samostatnou obcí, se kterým patřila nejprve do okresu Třeboň, ale v roce 1950 v okrese Soběslav a od roku 1960 v okrese České Budějovice. Od 12. června 1960 je opět částí obce Dynín v okrese České Budějovice.

## Pamětihodnosti
- Usedlost čp. 11

## Osobnosti
- Tomáš Mazanec (1857–1946), poslanec Říšské rady a okresní starosta v Lomnici